# Chris Gauthier
Chris Gauthier (27 de enero de 1976-23 de febrero de 2024) fue un actor canadiense nacido en Inglaterra, mejor conocido por sus papeles como Winslow Schott/Toyman Smallville y William Smee en Érase una vez. También es conocido por su papel como Neville en el videojuego Need for Speed: Carbon.

## Biografía

### Primeros años de vida
Chris Gauthier nació en Luton, Inglaterra. Su familia se mudó a Armstrong, Columbia Británica, Canadá, cuando tenía cinco años. Gauthier se formó en actuación en la Vernon School of Speech and Drama.

### Carrera
Gauthier tuvo un papel recurrente en la serie Eureka de SyFy Channel, como Vincent, propietario de Café Diem. Mientras filmaba los últimos diez episodios de la tercera temporada de Eureka, también filmó la serie de televisión de CBS de 2009 Harper's Island, en la que aparece como Malcolm Ross, y en Freddy vs. Jason como Shack. Su mayor salto a la fama fue en Smallville como Winslow Schott, también conocido como Juguetero. Luchó contra Clark Kent y Oliver Queen, además de crear Marionette Ventures, también conocida como Legion of Doom.

### Muerte
Gauthier murió el 23 de febrero de 2024, a la edad de 48 años.

## Filmografía

### Cine
| Año  | Título                     | Papel                         | Notas |
| ---- | -------------------------- | ----------------------------- | ----- |
| 2002 | 40 días y 40 noches        | Mikey                         |       |
| 2003 | Freddy vs. Jason           | Shack                         |       |
| 2004 | Riding the Bullet          | Hector Passmore               |       |
| 2006 | El efecto mariposa 2       | Ted                           |       |
| 2006 | The Foursome               | Daniel Spencer                |       |
| 2007 | The Sandlot: Heading Home  | Officer Pork Chop             |       |
| 2008 | stargate: The Ark of Truth | Hertis                        |       |
| 2009 | Space Buddies              | Camarógrafo de Tad            |       |
| 2009 | Watchmen                   | Seymour                       |       |
| 2010 | The Traveler               | Sargento de escritorio Gulloy |       |

### Televisión
| Año             | Título                         | Papel                    | Notas                      |
| --------------- | ------------------------------ | ------------------------ | -------------------------- |
| 2005            | Terramar                       | Vetch                    | 2 episodios                |
| 2005            | School of Life                 | Vern Cote                |                            |
| 2006-2008       | Sobrenatural                   | Ronald Reznick           | 2 episodios                |
| 2006-2012       | Eureka                         | Vincent                  |                            |
| 2004, 2009-2011 | Smallville                     | Winslow Schott/Juguetero | 4 episodios                |
| 2009            | Harper's Island                | Malcolm Ross             | 8 episodios                |
| 2011            | Iron Invader                   | Tony                     | Telefilme                  |
| 2011-2013       | Health Nutz                    | Doctor Jay Dang          | 12 episodios               |
| 2012            | Level Up                       | Sir Guy                  | Episodio: «Leveling Up»    |
| 2012-2018       | Érase una vez                  | William Smee             | 14 episodios               |
| 2014            | Signed, Sealed, Delivered      | Serge                    | Episodio: «Something Good» |
| 2017-2019       | A Series of Unfortunate Events | Phil                     | 4 episodios                |
| 2020            | The Christmas House            | Marvelous Jim            | Telefilme                  |
| 2023            | Joe Pickett                    | Randy Pope               | Reparto recurrente         |

### Videojuegos
| Año  | Título                 | Papel   |
| ---- | ---------------------- | ------- |
| 2006 | Need for Speed: Carbon | Neville |